# Эвермор
Эвермор (англ. Evermoor) — британский телесериал, который был создан и транслируется на Disney Channel. Премьера сериала происходила 10 октября 2014 года на канале Дисней (Великобритания и Ирландия), а 17 октября 2014 года в США и Канаде. Осенью 2015 года намечена премьера второго сезона, состоящего из 12 серий.

## Сюжет
Сериал рассказывает об американской девушкe, пo имени Тара Кроссли, подросткового возраста, которая переезжает из США в английскую деревню, под названием Эвермор, вместе с матерью, oтчимом, братьями и новоиспечённой сестрой сo скверным характером. Мать Тары — писательница, и девушка мечтает oб этой жe стезe творчества. Сначала Тара не замечает здесь ничего необычного, но вскоре понимает, что вокруг происходят очень странные вещи. Однако члены семьи поначалу принимают всё происходящее за происки eё бурной фантазии.

## Персонажи
- Тара Кроссли (Наоми Секейра) — главная героиня, которая решила посетить свою тётушку Бриджет в Эверморе вместе с семьей. Её мать была рада жизни в этой деревне. У неё есть братья Джейк и Себ (Себастьян), а также сводная сестра, по имени Белла. Тара - это подросток с необъятным воображением, именно поэтому она любит писать разные истории. И именно это воображение помогает ей поверить в то, что скрыто от всех глаз и тайно происходит в Эверморе. Вскоре она узнает, что является Высшей Эвериной, которая умеет творить будущее.
- Фиона Кроссли (Белинда Стюарт-Уилсон[англ.]) — родная мать Тары и Джейка, приёмная для Себа и Беллы. Писательница.
- Роб  (Дэн Фреденбёрг[англ.]) — муж Фионы, родной отец близнецов, приёмный для Тары и Джейка.
- Себастьян «Себ» Кроссли (Джордж Сиа) — брат-близнец Беллы. Он считает, что всему есть логическое объяснение, и не может поверить Таре, пока не получит вещественных доказательств. По уши влюблен в Соршу.
- Камерон (Финни Кэссиди) Тара и Белла сходят по нему с ума. Кстати, его мама тоже когда-то давно была Эвериной. Связан с волшебным пауком, который плетет золотую нить.
- Белла Кроссли (Джорджия Лок[англ.] является сестрой-близнецом Себастьяна и сводной сестрой Джейка и Тары. Она не любит, когда Тара приближается к Камерону. Без конца флиртует с ним. И она ужасная модница.
- Джейк Кроссли (Джорджи Фармер) — младший брат Тары, Себастьяна и Беллы. У него есть друг, по имени Людо, вместе с которым они помогают в раскрытии тайны Эвермора.
- Сорша Дойл (Джордан Лоугрэн) — юная колдунья. Сорша ждёт того, что когда-нибудь станет Эвериной. Она является дочерью мэра Дойла. Сорша без ума от Себастьяна.
- Мэр Дойл (Клайв Роу[англ.]) — отец Соршы. Кроме обязанностей мэра,  выполняет массу другой работы в Эверморе. Он и смотритель, и учитель, и адвокат. Обладает неким чувством юмора, хотя и он что-то скрывает.
- Людо (Алекс Старк) — лучший друг Джейка, сын миссис Кримсон.
- Домоправительница Кримсон (Маргарет Кэбурн-Смит) — хотя и бывшая домоправительница, но поместье почему-то покидать не собирается. Она что-то знает, но никому об этом не говорит. Её странное, а иногда и смешное поведение являются доказательством тому.
- Эсмерэльда (Шэрон Морган[англ.]) стала лидером Эверин после того, как тётя Бриджет «погибла». Она довольно загадочна и очень странно относится к Таре.
- Тётя Бриджет (Джорджи Глен) является тётей Тары. Раньше она была лидером Эверин. Она подделала собственную смерть, для того, чтобы Тара осуществила своё предназначение.
- Отто (Сэмми Мур)-смотрок Эвермора. Полубог в наказание отправлен на землю. Умеет превращаться в сову. Очень умен и начитан, разбирается в магии и истории Эвермора.
- Лейси (Индия Риа Амартейфио) - эверморская девушка, которая постоянно подкалывает Джейка.

```
             2 сезон
```

- Игги(Бен Рэдклифф)- полубог, брат Отто. Ловелас, отравлен за отношения с дочерью вождя. Чтобы исцелиться, пожелал служить верой и правдой магу, который хочет уничтожить Эвермор.
- Элис(Скарлет Мерфи)- кузина Беллы. Приехала в Эвермор вместе с отцом. В прошлой школе связалась с плохой компанией и именно из-за этого переехала.

## Эпизоды

### Пилотные серии (2014)
| Номер эпизода. | Название       | Режиссёр    | Сценарист  | Дата выпуска в Великобритании | Дата выпуска в США | Количество зрителей в Великобритании (В миллионах) | Количество зрителей в США (В миллионах) |
| --- | -------------- | ----------- | ---------- | ----------------------------- | ------------------ | -------------------------------------------------- | --------------------------------------- |
| 1 | «Часть первая» | Крис Коттэм | Беде Блэйк | 10 октября 2014               | 17 октября 2014    | 0.111                                              | 1.864                                   |
| Тара отправляется в Эвермур вместе с семьей. Она случайно открывает дверь в тайную комнату под названием "Гобелен". От Эсмеральды она узнает, что в этой комнате можно узнать будущее, лишь смотря на полотно с изображением особняка, в котором они будут проживать. Через какое-то время все замечают то, что на рисунке виден пожар в одной из комнат Эвермура. Никто не верит в то, что это действительно произойдет, но когда это действительно происходит, все становится намного сложнее. |                |             |            |                               |                    |                                                    |                                         |
| 2 | «Часть 2»      | Крис Коттэм | Беде Блэйк | 17 октября 2014               | 17 октября 2014    | 0.109                                              | 1.864                                   |
| Тара и Себ исследуют комнату после пожара. Они ищут подсказки от тёти Бриджет, дабы понять причину её внезапной смерти. Что-то тут не ладно и это со временем станет ясно. |                |             |            |                               |                    |                                                    |                                         |
| 3 | «Часть 3»      | Крис Коттэм | Беде Блэйк | 24 октября 2014               | 24 октября 2014    | 0.169                                              | 1.614                                   |
| Эсмеральда, воспользовавшись золотой нитью, может видеть будущее, как и любая эверин. Так как золотой нити у неё осталось мало, она готова на все, что бы добыть больше нити. Теперь она точно знает, что нужно устроить праздник огня. Это тот праздник, когда жители Эвермура сжигают старые вещи. Тара находит старинную печатную машинку. После, она обнаружила, что машинка способна исполнять все желания. В конце её ждал шок. Она встретилась с считавшейся мёртвой Бриджет. |                |             |            |                               |                    |                                                    |                                         |
| 4 | «Часть 4»      | Крис Коттэм | Беде Блейк | 31 октября 2014               | 24 октября 2014    | н/д                                                | 1.455                                   |
| Когда клубок золотой нити во время праздника огня был так близок к Эсмеральде, он был сожжен на её глазах вместе с другими вещами. Эсмеральда, разгневавшись, отправляется в Гобелен. Она узнает, что рисунок жителей Эвермура создан из той самой золотой нити, способной исполнять желания и расплетает её. Вся семья Тары полностью теперь исчезает. Тара узнает, что является высшей Эверин. Той, что может менять будущее. Она использует свои силы, чтобы вернуть всех к жизни. Но когда нити стало не хватать, она пожертвовала собой, ради брата. Она исчезла. Но когда она поняла, что способна на многое, так как является высшей эверин, она вспомнила слова тёти Бриджет: «И тогда, когда ты дотронешься золотой нити, она снимет любое заклинание...». Она обнаруживает её в коробочке Камерона и снимает действие заклинания. Победив Эсмеральду, она вновь возвращается в наш мир и отправляется на свидание с Камероном. |                |             |            |                               |                    |                                                    |                                         |